# Andrew Carl Bennett
Andrew Carl Bennett (ur. 17 grudnia 1889, zm. 29 listopada 1971) często przedstawiany jako A.C. Bennett – amerykański kontradmirał (ang. Rear Admiral (upper half)), oficer okrętów podwodnych.

## Życiorys
Ukończył Annapolis w 1912. Dowódca okrętu podwodnego USS L-11 (SS-51) na wodach irlandzkich w latach 1917–1918. Dowódca USS „R-24” (SS-101) i USS „S-16” (SS-121) w latach 1918–1922. Nauczyciel w Annapolis w 1933–1936. Dowódca krążownika USS „Savannah” (CL-42) w latach 1940–1942. Został kontradmirałem w maju 1942. Dowódca sił desantowych Amerykańskiej Floty Atlantyku w okresie lipiec 1942-luty 1943. Dowódca bazy na Islandii w 1943. 14 czerwca 1943 został dowódcą Ósmego Dystryktu Morskiego. Odszedł z US Navy w 1946.
Odznaczony Navy Cross (za działania w czasie dowodzenia „L-11”) i dwukrotnie Legion of Merit (za działania w czasie II wojny światowej).
Pochowany na cmentarzu Arlington National Cemetery.